# وردیل
وردیل (به فرانسوی: Verdille) یک کمون در جنوب غربی فرانسه است که در نوول-آکیتن واقع شده‌است.

## خصوصیات
وردیل ۱۴٫۴۸ کیلومترمربع مساحت و ۳۴۸ نفر جمعیت دارد.